# 韦因道旁格兰茨
韦因道旁格兰茨是奥地利施蒂利亚州莱布尼茨县的一个市镇。总面积23.98平方公里，总人口1384人，人口密度57.7人/平方公里（2005年）。